# Michel Guérin
Ne doit pas être confondu avec l'abbé Michel Guérin.
Pour les articles homonymes, voir Guérin.
Michel Guérin, né le 12 mars 1946, est un écrivain et philosophe français.

## Biographie
Michel Guérin est un écrivain, universitaire et philosophe français, né à Nantes le 12 mars 1946. Agrégé,, il enseigne la philosophie dans l’enseignement secondaire de 1970 à 1982. Ses premiers livres paraissent chez Grasset : Nietzsche, Socrate héroïque (1975) et Lettres à Wolf ou la Répétition (1976). En désaccord avec la tournure de « pub-philosophie » des « nouveaux philosophes », auxquels il se trouve malgré lui assimilé,, Guérin publie dans Le Monde une mise au point, qu’il répète en 1979 en faisant paraître aux éditions du Seuil un essai, Le génie du philosophe, au sous-titre ouvertement polémique : Défense et illustration de la métaphysique en réponse à quelques anti – et nanti – « philosophes », dits « nouveaux ».

### Carrières diplomatique et universitaire
Sur proposition de Régis Debray, conseiller culturel du président Mitterrand, Michel Guérin est nommé attaché culturel à Bonn, alors capitale de la RFA. Suivront, dans le cadre de ce détachement, deux missions de conseiller culturel/directeur de l'Institut français à Vienne (Autriche), puis Athènes,.
Sa pièce sur Socrate, Le Chien, écrite en Grèce, y est jouée à l'été 1993 dans la traduction de l'écrivain Tákis Theodorópoulos ; elle sera mise en théâtre trois ans plus tard par les Comédiens Français au théâtre du Vieux-Colombier (Roland Bertin étant Socrate) et diffusée sur France Culture et RFI.
En 1986, Michel Guérin publie chez Actes Sud Qu'est-ce qu'une œuvre ?, premier ouvrage de la collection « Le génie du philosophe », fondée avec Hubert Nyssen. Il y publie en particulier La Terreur (1990) et La Pitié (2000). D'autres auteurs participent à la collection, dont Hans-Georg Gadamer, Manfred Frank, Nicolas Grimaldi, Guy Lardreau, Jean-Pierre Faye, Karl Popper, etc.. La série est interrompue en 2000.
Michel Guérin est nommé professeur des universités dans le département des Arts plastiques et Sciences de l'art de l'Université de Provence. Il y dirige le LESA,, Laboratoire d’études en Sciences des Arts et est élu en 2005 à la chaire Théorie de l'art et de la culture de l'Institut universitaire de France.
Michel Guérin est admis à la retraite le 1er septembre 2013 et accède à l'éméritat de l'Université d'Aix-Marseille par arrêté de son président.

### Activités éditoriales
Michel Guérin préside l’Association Des Sud : celle-ci a coédité avec Actes Sud de 2000 à 2010, avec le soutien de la région Provence-Alpes-Côte d'Azur et le Conseil général des Bouches-du-Rhône, une revue littéraire et de débats, La Pensée de midi, dirigée par l’essayiste Thierry Fabre, et placée sous le « parrainage » moral et intellectuel d’Albert Camus et de René Char.
Parmi les trente-et-unes livraisons en dix ans de la revue (de forme livre, avec un dossier thématique, des rubriques et une iconographie), un numéro double (24/25) sur le Mépris, coordonné par Renaud Ego et Michel Guérin, avec des textes de Marcel Cohen, Hubert Nyssen, David Le Breton, Axel Honneth, Pierre-Damien Huyghe, Bernard Stiegler, Bernard Noël, Renaud Ego, etc.
Les archives de La Pensée de midi ont été déposées à la bibliothèque de l’Alcazar à Marseille.

## Programme philosophique
Sa réflexion développe quatre principaux axes de recherche : une pragmatique de la croyance, une théorie culturelle de la sensibilité moderne appuyée sur des études sur le XIXe siècle, une théorie de l'œuvre, de ses dimensions et de ses limites, une méditation sur la transparence comme mode post-métaphysique de la véracité après « la fin des phénomènes » et l'exténuation de la phénoménologie.
Le concept-clef, transversal à ses travaux, est celui, largement revisité, de « Figure »,.

### Figure et figurologie
Cette notion de Figure (cf. Gérard Genette) est associée à l’Idée régulatrice d’une figurologie. Pour l'auteur, la majuscule initiale codifie un usage qui, d’une part fait référence à la Figur chez le poète autrichien Rainer Maria Rilke, d’autre part entend se distinguer de la signification banale du mot. Les Figures ne sont ni des concepts, ni des métaphores, ni des images, mais des instruments de pensée, qui contiennent tout ensemble la chose à dire et la façon de la dire. C'est en comparaison avec la peinture qu'on la peut saisir, comme on peut dire de Bacon qu'il a peint la Figure de la chair, ou Rembrandt, celle de l'individu.
La Figure de X transparaîtra donc dans l'essai qui, en l'écrivant, la rend réelle. La Figure est rythme premier, dans l’acception grecque de forme émergente.
La figurologie peut se concevoir comme une post-phénoménologie usant de Figures comme instruments de pensée. De plus en plus nettement, la figurologie se réfléchit comme écriture, où se mêlent de façon indiscernable le fond et la forme.
Car la pensée (à la différence des sciences, productrices de connaissances et procédant par détermination) est toujours modale : sa forme, son mouvement, son geste est co-extensif de la chose qu'elle cherche à saisir, créer et rendre. Guérin appelle cela : l’affectivité de la pensée. La philosophie, écrit souvent l’auteur, est « ce qui s’enseigne ».
En juillet 2024, un colloque de six jours au château de Cerisy a réuni des universitaires et artistes internationaux pour réfléchir à cette notion et au reste du travail philosophique de l'auteur.

### Anthropologie (geste et croyance)

#### Philosophie du geste
L’auteur étudie quatre gestes – ce qu’il appelle « gestique transcendantale » ou encore « quadrature du geste » : faire, donner, écrire et danser. Ces quatre gestes déterminent les principaux domaine de l'anthropologie : la technique et le travail, l'économie, la politique et la culture, l'esthétique et l'art. Dans La Troisième main, les gestes de faire et d'écrire sont analysés dans le rapport qui les lie et les conduit à converger : « L'enquête porte d'abord sur la manière dont La Troisième main se trouve au principe d'une double extériorisation progressive : celle des fonctions mécaniques du corps par les techniques (exosomatisation) et celle des fonctions du langage par les différentes sortes d'écriture (exologicisation) ».

#### Mystère de la croyance
Partagée entre l’opinion (sentire) et la confiance (credere), rythmée par l’oscillation du « croire » et du « décroire » (qui la relance, loin de l’éteindre), la croyance est, chez Michel Guérin, protéique. Une croyance n’est ni vraie ni fausse, elle est (relativement) saine ou pathogénique. Si toutes les croyances ne se rapportent pas à Dieu, il n'en reste pas moins que les croyances sont un sûr moyen de rassembler (religare).

### Les Figurologiques
Parallèlement à son travail philosophique, Michel Guérin écrit des livres à ranger parmi les « figurologiques », constituant une illustration des principes philosophiques qu'il théorise comme Figurologie. Parmi eux se trouvent de rares romans, des textes critiques (sur Stendhal et Goethe), des essais libres, tel L'Île Napoléon.
Comme figures ainsi illustrées, on peut retenir :
- Celle de l’Âge, dans son essai Les quatre Mousquetaires ;
- Celle de l’Ambition. Forgée à partir de travaux consacrés à Stendhal et au XIXe siècle, elle a été développée dans La Grande Dispute et dans Nihilisme et modernité – Essai sur la sensibilité des époques modernes de Diderot à Duchamp.

### Les écrits esthétiques et autres essais

#### Sur le moment moderne
Guérin porte son attention sur le tournant moderne qui advient au XIXe siècle dans les arts dans deux textes principaux :
- Dans Nihilisme et modernité[27], l'approche est volontiers littéraire, riche de références très nombreuses; elle étudie des notions et des motifs qui apparaissent à chaque époque allant de Diderot à Duchamp.
- Le temps de l'art[28] est un recueil d'articles, qui tente de saisir des mouvements et des transitions d'époques. Il développe une réflexion sur le concept de création, depuis que l’art s’est constitué, à la Renaissance, en activité autonome. Dans sa dimension philosophique, l’ouvrage interroge le lien entre l’art et le temps (en analysant la notion d’époque). À travers ses aspects historiques et anthropologiques, il s'emploie à dégager les caractères spécifiques des époques modernes, du Quattrocento à nos jours. Ici, le nihilisme décline le processus séculaire de « dédivinisation » de l’art (André Malraux), et l’auteur « construit une pensée de la perte positive »[29], véritable signature du Moderne.

#### Sur le caractère immémorial de la peinture
Guérin ne cesse de montrer l'inactualité essentielle, intemporelle et éternelle de la peinture en analysant Rembrandt, Cézanne ou des artistes plus contemporains, comme le peintre Patrick Moquet et le sculpteur-photographe François Méchain ou encore Christian Bonnefoi, dont Michel Guérin a écrit l'avant-propos de son Traité de Peinture (la Part de l'Oeil, Bruxelles, 2023, deux volumes).

#### Sur la transparence ombreuse du réel actuel
Le thème de la transparence (ombreuse), en tant qu’elle relègue au passé le mode phénoménologique, se situe au carrefour de la réflexion esthétique et anthropologique et de l'approfondissement de la Figure, dont le mode de manifestation relève non de l'ap-paraître mais d’un trans-paraître.

#### Sur l’œuvre
Dans un certain voisinage intellectuel avec les réflexions d'Arendt ou d'Heidegger sur la notion d’œuvre d'art, Guérin élargit l'horizon en tentant de réfléchir l’œuvre en général.
Les deux volumes Le Temps de l'art (2018) et Expérience et intention (2020) constituent un ensemble thématique qui s'attache à problématiser la question de la création : selon une perspective historique et anthropologique pour le premier volet, qui questionne l'identité de l'art de la Renaissance à la postmodernité et conçoit explicitement cet ensemble de réflexions comme un hommage à la mémoire de Walter Benjamin et d'André Malraux ; selon des critères internes de l'acte de créer pour le second ouvrage, s'efforçant de travailler à partir de deux questions : « Comment commencer ? Comment continuer ? »

#### Prix et distinctions
Lauréat du Concours général de philosophie (2e Prix), 1964 ;
Chevalier de l'Ordre National du Mérite,
Chevalier (Ritter) dans l'Ordre du Mérite (Verdienstorden) de la République Fédérale d'Allemagne ;
Grand-Croix d'argent de l'Ordre du Mérite de la République d'Autriche, ;
Officier de l'Ordre du Phénix de la République hellénique, ;

## Ouvrages
Fiction
- Lettres à Wolf ou la Répétition, Paris, Grasset, 1976.
- Les Compagnons d’Hélène, Hallier, 1976.
- L'Homme Déo, Paris, Grasset, 1978.
- Robert le Diable, théâtre, NTNM Marcel Maréchal, inédit.
- Le Chien, théâtre, Comédie Française/France Culture, inédit.

Philosophie
- Nietzsche, Socrate héroïque, Paris, Grasset, 1975.
- Le Génie du philosophe. Défense et illustration de la métaphysique en réponse à quelques anti-et nanti-philosophes (dits nouveaux), Paris, Éditions du Seuil, 1979.
- La politique de Stendhal, préface de Régis Debray, Paris, Presses universitaires de France, 1982.
- Jour/Goethe-ballet, Arles, Actes Sud, 1983.
- Qu'est-ce qu'une œuvre ?, Arles, Actes Sud, 1986.
- L'île Napoléon, Arles, Actes Sud, 1989.
- La Terreur et la Pitié, 1. La Terreur, Arles, Actes Sud, 1990.
- L'Affectivité de la pensée, Arles, Actes Sud, 1993.
- Philosophie du geste, Arles, Actes Sud, 1995.
- Les Quatre mousquetaires. Essai sur la trilogie de Dumas, Monaco, Éditions du Rocher, 1995.
- La Terreur et la Pitié, 2. La Pitié. Apologie athée de la religion chrétienne, Arles, Actes Sud, 2000.
- Nihilisme et modernité, essai sur la sensibilité des époques modernes, Nîmes, Jacqueline Chambon, 2003.
- La grande dispute, essai sur l'ambition, Stendhal et le XIXe siècle, Arles, Actes Sud, 2006.
- La seconde mort de Socrate (le concept d'éducation a-t-il un sens dans le monde actuel ?), Québec (Canada), Presses de l'Université Laval, 2007.
- L'artiste ou la toute-puissance des idées, Publications de l'Université de Provence, 2007.
- Pour saluer Rilke, Circé, 2008.
- L'espace plastique, Bruxelles, La Part de l'œil, 2008.
- Marcel Duchamp, portrait de l’anartiste, Nîmes, Lucie Éditions, 2008.
- La peinture effarée: Rembrandt et l'auto-portrait, Éditions La Transparence, 2011.
- Philosophie du geste : essai, Actes Sud, 2011 (ed. augmentée).
- Origine de la peinture : sur Rembrandt, Cézanne et l'immémorial, Encre marine, 2013.
- La croyance de A à Z : un des plus grands mystères de la philosophie, Encre marine, 2015.
- Le cimetière marin au boléro, Encre marine, 2017.
- François Méchain ou Le souci du monde, Aix-en-Provence, Presses universitaires de Provence, 2018.
- Le temps de l'art : anthropologie de la création des modernes : essai, Arles, Actes Sud, 2018.
- André Leroi-Gourhan, l'évolution ou la liberté contrainte, Paris, Hermann, 2019.
- Expérience et intention, Aix-en-Provence, Presses universitaires de Provence, 2020.
- La Troisième main (des techniques matérielles aux technologies intellectuelles), Arles, Actes Sud, octobre 2021.
- Le signe et la touche : philosophie du toucher, Paris, Hermann, octobre 2023
- La fin des phénomènes, Encre marine, 2024

### Ouvrages en collaboration
- Rêves de Bête, avec les peintures de Richard Conte, Part de l'Oeil, Bruxelles, 2024.

Ouvrages collectifs
- avec Colette Garraud et l'artiste, François Méchain, L'exercice des choses, Somogy éditions d’art, 2002.
- avec Pascal Navarro (dir.), Les Limites de l’œuvre, Aix-en-Provence, Presses universitaires de Provence, 2007.
- Ce que Cézanne donne à penser, Actes du colloque du Centenaire à Aix, Paris, Gallimard, 2008.
- (dir.), La transparence comme paradigme (dir. Michel Guérin), Aix-en-Provence, Presses universitaires de Provence, 2008.
- (dir.), La cause de la peinture, Aix-en-Provence, Presses universitaires de Provence, 2008.
- avec Jean-Noël Bret et Marc Jimenez (dir.), Penser l'art, Paris, Klincksieck, 2009.
- avec Odile Billoret-Bourdy (dir.), Picasso-Cézanne : quelle filiation ?, Aix-en-Provence, Presses universitaires de Provence, 2011.
- avec Jean Arrouye (dir.), Le photographiable, Aix-en-Provence, Presses universitaires de Provence, 2013.
- (dir.), Le geste : entre émergence et apparence : éthologie, éthique, esthétique, Aix-en-Provence, Presses universitaires de Provence, 2014.